# Karin Johansson
Karin Ida Louise Johansson (ur. 4 października 1986 w Lidköpingu) – szwedzka kajakarka, medalistka mistrzostw świata i Europy, dwukrotna olimpijka.

## Kariera sportowa
Zdobyła brązowy medal w konkurencji kajaków czwórek (K-4) na dystansie 200 metrów (z Josefin Nordlöw, Anną Karlsson i Sofią Paldanius) oraz zajęła 4. miejsce w wyścigu czwórek na 500 metrów na mistrzostwach Europy w 2005 w Poznaniu, a na mistrzostwach świata w 2005 w Zagrzebiu zajęła w konkurencji czwórek 4. miejsce na 200 metrów i 5. miejsce na 500 metrów. Na mistrzostwach Europy w 2006 w Račicach ponownie zdobyła brązowy medal w konkurencji czwórek na 200 metrów (z Nordlöw, Karlsson i Paldanius) oraz zajęła 4. miejsce w wyścigu czwórek na 500 metrów.
Zdobyła brązowy medal w wyścigu czwórek na 200 metrów (w tym samym składzie) oraz zajęła 8. miejsce w wyścigu czwórek na 500 metrów na mistrzostwach świata w 2006 w Segedynie. Po raz trzeci wraz z Nordlöw, Karlsson i Paldanius zdobyła brązowy medal w wyścigu czwórek na 200 metrów, a także zajęła 7. miejsce w wyścigu czwórek an 500 metrów na mistrzostwach Europy w 2007 w Pontevedrze, a na mistrzostwach świata w 2007 w Duisburgu zajęła 9. miejsce w konkurencji czwórek na dystansie 500 metrów.
Na mistrzostwach świata w 2009 w Dartmouth zajęła 4. miejsce w wyścigu sztafetowym jedynek 4 × 200 metrów oraz 5. miejsca w wyścigu czwórek na 200 metrów, a na mistrzostwach Europy w 2010 w Trasonie zajęła w konkurencji jedynej (K-1) 5. miejsce na dystansie 1000 metrów i 6. miejsce na 5000 metrów. Na mistrzostwach świata w maratonie kajakowym w 2010 w Banyoles zajęła 7. miejsce w wyścigu dwójek na 25,6 km.
Zajęła 6. miejsce w wyścigu dwójek (K-2) na 1000 metrów i 7. miejsce w sztafecie K-1 4 × 200 metrów na mistrzostwach świata w 2010 w Poznaniu, a na mistrzostwach Europy w 2011 w Belgradzie zajęła w wyścigach dwójek 4. miejsce na 200 metrów i 5. miejsce na 500 metrów. Na mistrzostwach Europy w 2012 w Zagrzebiu zajęła w wyścigach dwójek 4. miejsce na 200 metrów i 6. miejsce na 500 metrów. Wraz z Josefin Nordlöw zajęła 10. miejsce (2. miejsce w finale B) w wyścigu dwójek na 500 metrów na igrzyskach olimpijskich w 2012 w Londynie.
Zajęła 6. miejsce w konkurencji czwórek na 500 metrów na mistrzostwach Europy w 2014 w Brandenburgu, a na kolejnych mistrzostwach Europy w 2015 w Mediolanie nie ukończyła wyścigu jedynek na 5000 metrów. Na mistrzostwach Europy w 2016 w Moskwie zajęła w wyścigach jedynek 6. miejsce na 5000 metrów i 7. miejsce na 500 metrów, a także 7. miejsce w wyścigu dwójek na 500 metrów. Na igrzyskach olimpijskich w 2016 w Rio de Janeiro zajęła 14. miejsce (6. miejsce w finale B) w wyścigu jedynek na 500 metrów oraz 9. miejsce (1. miejsce w finale B) w wyścigu dwójek na 500 metrów, startując w parze z Sofią Paldanius. Zajęła 7. miejsce w wyścigu jedynek na 5000 metrów i 9. miejsce w wyścigu dwójek na 200 metrów na mistrzostwach Europy w 2017 w Płowdiwie.
Zdobyła srebrny medal w wyścigu jedynek na 1000 metrów (przegrywając jedynie z Alyce Burnett z Australii, a wyprzedzając Rachel Cawthorn z Wielkiej Brytanii) oraz zajęła 5. miejsce w wyścigu jedynek na 5000 metrów, a w konkurencji dwójek zajęła 7. miejsce na 200 metrów i 8. miejsce na 500 metrów na mistrzostwach świata w 2017 w Račicach. Na mistrzostwach Europy w 2018 w Belgradzie zdobyła brązowy medal w wyścigu jedynek na 1000 metrów (za Niną Krankemann z Niemiec i Tamarą Takács z Węgier) i zajęła 9. miejsce w wyścigu dwójek na 500 metrów.